# Coronel Fabriciano
Coronel Fabriciano város Brazíliában, Minas Gerais államban. Lakosainak száma 104 736 fő (2022). Coronel Fabriciano Timóteo, Antônio Dias, Ipatinga, Mesquita, Joanésia és Ferros községekkel határos.

## Népesség
A település népességének változása:
| Lakosok száma | 97 451 | 103 694 | 110 290 | 110 709 | 104 736 |
|               | 2000   | 2010    | 2020    | 2021    | 2022    |